# Adenozin monofosfat
Adenozin monofosfat ili AMP je nukleotid kojeg nalazimo u RNK. AMP je ester fosfata i nukleozida adenozina. AMP se sastoji od fosfatne skupine, šečera riboze i baze adenina.
AMP nastaje prilikom sinteze ATP-a, koji nastaje djelovanjem enzima adenilat kinaze iz dvije molekule ADP-a, a nastaje i prilikom hidrolize ADP-a ili ATP-a.
AMP se može pronaći i u cikličkom obliku, ciklički adenozin monofosfat (ili cAMP), koji služi u stanicama kao sekundarni glasnik.